# Chelsea Marshall
Chelsea Marshall (Randolph, 14 agosto 1986) è un'ex sciatrice alpina statunitense.
È sorella di Cody e Jesse, a loro volta sciatori alpini di alto livello.

## Biografia

### Stagioni 2002-2007
La Marshall, velocista originaria di Pittsfield, debuttò in gare FIS il 17 dicembre 2001 giungendo 10ª nello slalom gigante tenutosi sul tracciato di Sugarloaf negli Stati Uniti. In Nor-Am Cup esordì il 5 gennaio 2002 nello slalom speciale di Hunter Mountain, giungendo 33ª, e colse il primo podio il 26 gennaio 2004 a Big Mountain, piazzandosi 3ª in discesa libera.
L'11 gennaio 2005 a Megève debuttò in Coppa Europa, piazzandosi 41ª in supergigante, e il 3 dicembre 2006 disputò la sua prima gara in Coppa del Mondo, prendendo il via al supergigante tenutosi nella località di Lake Louise (Canada) e giungendo 44ª. Pochi giorni dopo, il 12 dicembre, colse a Panorama nella medesima specialità la sua prima vittoria in Nor-Am Cup.

### Stagioni 2008-2013
Il 7 dicembre 2007 a Lake Louise colse la sua seconda e ultima vittoria in Nor-Am Cup, in discesa libera, e il 9 febbraio 2008 ottenne il suo miglior piazzamento di carriera in Coppa del Mondo: 8ª nella discesa libera di Sestriere. Alla fine di quella stagione in Nor-Am Cup risultò 2ª nella classifica generale e vincitrice di quelle di discesa libera, di supergigante e di supercombinata.
A Val-d'Isère 2009, sua unica presenza iridata, si classificò 27ª nella discesa libera e non completò la supercombinata; l'anno dopo a Vancouver 2010, sola partecipazione olimpica della Marshall, non completò la prova di supergigante. Il 25 febbraio dello stesso anno ad Aspen salì per l'ultima volta sul podio in Nor-Am Cup, piazzandosi 2ª in discesa libera.
Fu per l'ultima volta al cancelletto di partenza in Coppa del Mondo il 1º dicembre 2012, quando si classificò 44ª nella discesa libera di Lake Louise; nel luglio del 2013 annunciò il ritiro dalle competizioni e la sua ultima gara in carriera fu il supergigante dei Campionati statunitensi del 2013, il 22 marzo 2013, che non completò.

## Palmarès

### Coppa del Mondo
- Miglior piazzamento in classifica generale: 71ª nel 2010

### Coppa Europa
- Miglior piazzamento in classifica generale: 59ª nel 2008

### Nor-Am Cup
- Miglior piazzamento in classifica generale: 2ª nel 2008
- Vincitrice della classifica di discesa libera nel 2008
- Vincitrice della classifica di supergigante nel 2008
- Vincitrice della classifica di combinata nel 2008
- 18 podi:
  - 2 vittorie
  - 7 secondi posti
  - 9 terzi posti

#### Nor-Am Cup - vittorie
| Data             | Località    | Paese  | Specialità |
| ---------------- | ----------- | ------ | ---------- |
| 12 dicembre 2006 | Panorama    | Canada | SG         |
| 7 dicembre 2007  | Lake Louise | Canada | DH         |

Legenda:

DH = discesa libera

SG = supergigante

### Campionati statunitensi
- 3 medaglie[1][3]:
  - 1 argento (supergigante nel 2010)
  - 2 bronzi (discesa libera nel 2007; discesa libera nel 2008)